# Мариана Караколева
Мариана Караколева е българска католическа монахиня от Обществото на сестрите на Св. Йосиф на явлението (на френски: Sœurs de Saint-Joseph-de-l'Apparition, SJA), емблематична фигура на франкофонията и религиозната толерантност по време на комунистическия режим в България.

## Биография
Мариана Караколева е родена на 18 ноември 1926 г. в село Алифаково (днес кв. Парчевич на град Раковски). Завършва френския девически колеж „Свети Йосиф“ в Пловдив с надежда да стане учителка. Преподавателки в колежа са монахини от общността „Сестрите на Свети Йосиф на Явлението“.
През 1948 г. католическите колежи в България са затворени и монахините са принудени да напуснат България. Мариана успява да избяга с тях във Франция през 1948 г. Баща ѝ е убит преди това от новата власт.
Във Франция Мариана завършва висше педагогическо образование. Става монахиня йосифинка и приема името Никол. Повече от 30 години живее във Франция и работи като учителка. Пенсионира се през 1979 г. и решава да се завърне в България.
В България властите ѝ забраняват да върши открито своята религиозна мисия, сестра Мариана става работничка в кооперативна фабрика.
Идването на демокрацията през 1989 г. позволява на сестра Мариана открито да се представя като монахиня и да афишира своята католическа вяра. От 1994 г. ръководи френската детска градина „Св. Йосиф“ в Пловдив, една от двете изцяло франкофонски детски градини в България. Сестра Мариана е също така създател на фондация „Св. Йосиф“, имаща за цел да обучава на френски език деца в неравностойно положение.
На 25 юни 2012 г. в храма „Свети Йосиф“ в Пловдив сътрудници и приятели на сестра Мариана изпълняват музикален концерт в нейна чест, следван от литургия с участието на 10 свещеници. Отец Младен Плачков – ректор на храма – описва живота на сестра Мариана с думите „Обич за обич“, а сестра Мариана се завръща във Франция. Тя се установява да живее в общостта при сестри от конгрегацията на Св. Йосиф в община Плугенаст, департмент Кот д'Армор, където умира на 1 юли 2021 г.

## Награда
На 20 януари 2009 г. в Етнографския музей в Пловдив Етиен дьо Понсен, посланикът на Франция в България, връчва френското отличие „Кавалер на „Почетния легион““, чрез указ на френския президент Никола Саркози, на сестра Мариана Караколева, за мирната ѝ борба с риск за живота си в полза на религиозната толерантност в условията на комунистическото потисничество и по повод историческото посещение на президента Франсоа Митеран в България на 19 и 20 януари 1989 г.
Националният орден на „Почетния легион“ е най-високото почетно френско отличие. То е създадено на 19 май 1802 г. от Наполеон Бонапарт. То възнаграждава високите заслуги – военни или цивилни – в името на нацията.